# Peter Voß, der Millionendieb (Film)
Peter Voß, der Millionendieb ist ein deutscher Spielfilm von Ewald André Dupont aus dem Jahr 1932. Er ist eine Verfilmung des gleichnamigen Romans von Ewald Gerhard Seeliger aus dem Jahr 1913, der bereits 1921 in sechs Teilen unter dem Titel Der Mann ohne Namen für den Film adaptiert wurde. Unter dem Titel Peter Voss, der Millionendieb erschienen 1946 und 1958 weitere Verfilmungen und im Jahr 1960 ein achtteiliges Hörspiel.

## Handlung
Als der reiche Herr Pitt einen Millionenbetrag kündigt, droht dem Bankhaus Schilling & Co. der Zusammenbruch. Darum fingiert Prokurist Peter Voß einen Einbruch, bei dem angeblich zwei Millionen Mark gestohlen werden. Er will sich nun so lange verbergen, bis die Börsenaktien wieder steigen.
Der bekannte Detektiv Bobby Dodd wird mit der Aufklärung des Falles beauftragt. Begleitet von Polly Pitt, der Tochter des Millionärs, macht er sich auf die Suche nach Peter Voß. Es beginnt eine Jagd um die Welt, wobei Bobby Dodd und Polly dem angeblichen Millionendieb oft dicht auf den Fersen sind, doch immer wieder gelingt es Voß zu entkommen.
Unterwegs verliebt sich Polly in Peter Voß. Auf einem Frachter lernt dieser Madame Bianca und ihre Ballettgruppe kennen. Er begleitet sie nach Marseille und betätigt sich dort in einer Hafenkneipe als Klavierspieler. In Marokko erfährt er schließlich, dass sich die Aktienkurse wieder erholt haben. Bankier Schilling kann nun durch Wertpapierverkäufe das Geld herbeischaffen, das er benötigt, um Pitt auszuzahlen. Als Dodd endlich Voß erwischt, stellt sich heraus, dass gar nichts gestohlen wurde. Voß kommt als Held mit seiner Braut Polly in die Heimat zurück und wird Teilhaber an Schillings Bank.

## Hintergrund
Die Bauten für diese Emelka-Produktion stammen von Willy und Ludwig Reiber. Der Film hatte am 23. März 1932 Premiere.

## Auszeichnungen
Die Filmprüfstelle zeichnete den Film mit dem Prädikat „künstlerisch“ aus.

## Kritiken
- „...die vielen Autorengags und Regieeinfälle fügen sich nicht zu einem Ganzen. Der Film zerfällt in einzelne Anekdötchen und Episödchen, nur mühsam zusammengehalten durch den Automatismus der Orts- und Milieuwechsel. In der Summe genügt Peter Voss, der Millionendieb weder den Bedürfnissen eines dramatisch akzentuierten Aktionskinos noch denen einer geistvollen Persiflage.“[1]
- Paul Ickes verglich in der Filmwoche in einem zeitgenössischen Kommentar den Film mit der ersten Verfilmung aus dem Jahr 1921, dem Stummfilm-Sechsteiler Der Mann ohne Namen und kam zu dem Schluss, dass die Stummfilmarbeit stärker gewesen sei. Er fährt fort: „Natürlich ist so ein lustiges Buch wie das vom Peter Voß dennoch nicht totzukriegen; hier liegen die Verwicklungen auf der Hand, ob man die des Romanverfassers nimmt oder andere, die man für besser hält. Und so erzielt denn auch der neue Bobby Dodd mit Paul Hörbiger einen starken Erfolg, und mit Hörbiger, der ganz wunderbar ist, streichen alle anderen (Schaufuß, Ida Wüst, Forst und Schaeffers) ansehnlichen Applaus ein. Weniger gut gelingt das Debut von Alice Treff; aber warum wurde ihr Überspielen auch nicht vom Regisseur erkannt und gemäßigt?“[2]

## Andere Verfilmungen
- 1943/46: Peter Voss, der Millionendieb
- 1958: Peter Voss, der Millionendieb

## Hörspielfassung
Im Jahr 1960 produzierte der Bayerische Rundfunk auch ein achtteiliges Hörspiel unter dem Titel  Peter Voss, der Millionendieb. Unter der Regie von Heinz-Günter Stamm sprachen Arno Assmann (Peter Voss). Ingrid Pan (Mrs. Polly Voss) und Günter Pfitzmann (Bobby Dodd, Privatdetektiv) die Hauptrollen. Zu den weiteren Sprechern gehörten u. a. Fritz Rasp, Konrad Georg, Horst Tappert, Klaus Havenstein und Hans Nielsen.

## Bühnenfassung
1960 wurde das Lustspiel mit Musik Peter Voss – Der Millionendieb von Kurt Longa (Text) und Bernhard Eichhorn (Musik) bei den Vereinigten Bühnen Krefeld Mönchengladbach unter der Regie von Hans-H. Joest uraufgeführt. Die Hauptrollen spielten Heinz Filges (Peter Voss), Hans-Dieter Bachmann (Detektiv Bobby Dodd), und Christa Bernhardt (Polly).